# داكووتر
داكووتر (بالإنجليزية: Duckwater)‏ هي إحدى مدن ولاية نيفادا في الولايات المتحدة الأمريكية. وهي موجودة في مقاطعة ناي، ويبلغ عدد سكانها 368، وهي تبعد عن لاس فيغاس نحو 200 ميل (260 كم).